# Kostel svatého Martina (Horní Slivno)
Římskokatolický filiální kostel svatého Martina v Horním Slivně je novorománská sakrální stavba stojící uprostřed obce. Od roku 1967 je chráněn jako kulturní památka.

## Historie

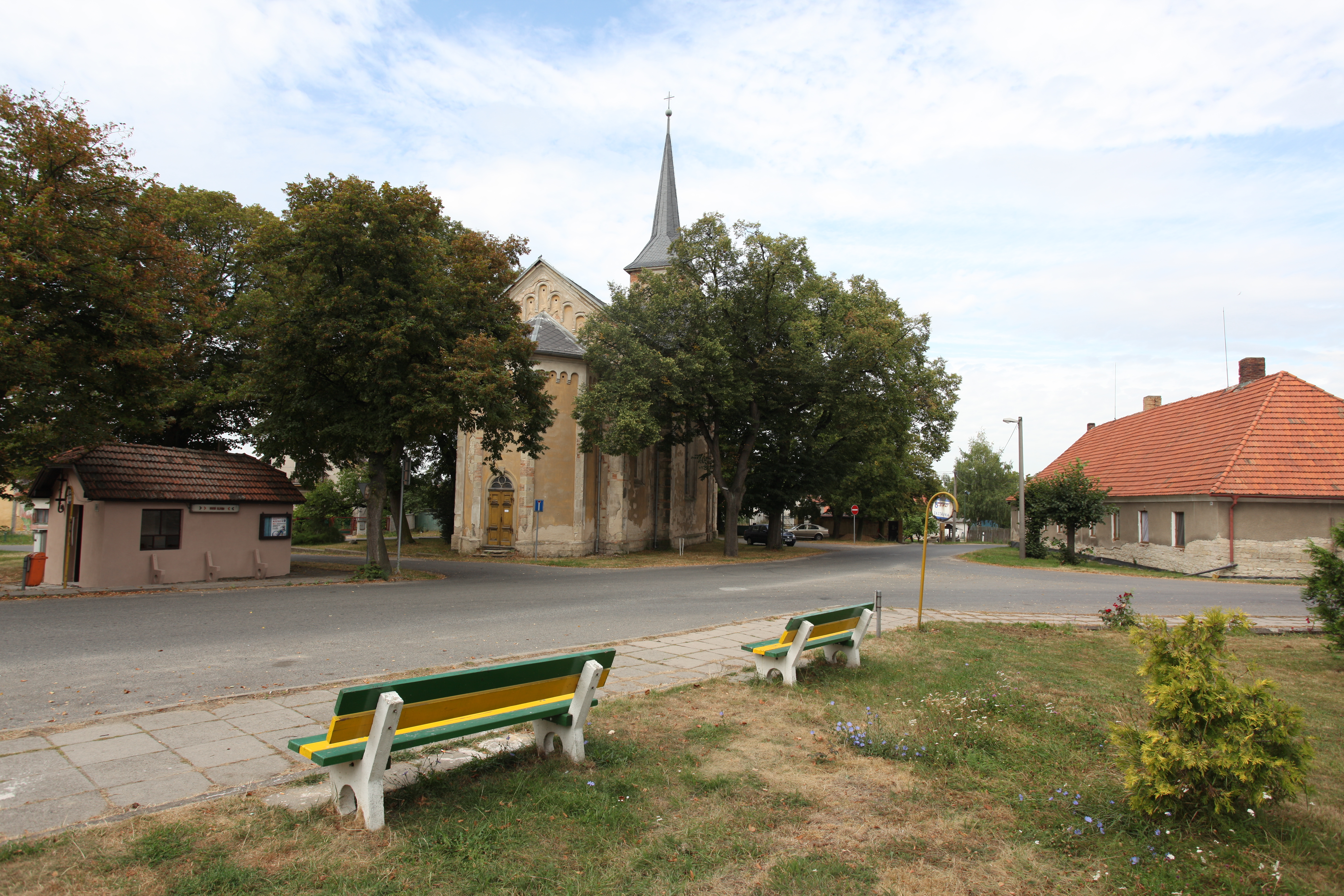
Kostel sv. Martina v Horním Slivně na návsi

Původně byl kostel gotický. Jeho patrocinium svatému biskupovi Martinu z Tours je doloženo k roku 1670. Až do husitských válek byl v místě samostatný farní kostel. Plebánie je v místě doložena již k roku 1362. Obec se tehdy nazývala Menší Slivno či Slivenec (Slivno/latinsky Sliven Minus). Díky údajům z registru papežských desátků z roku 1364, kdy zdejší plebánie platila pololetně 5 grošů, což znamenalo, že nepatřila k nejchudším, i když ne k nejbohatším, jsou známa i jména několika zdejších plebánů z tohoto období:
- 1363 Václav po † Mikuláši
- 1367 Maršík(?) po † Václavu
- 1412 Hanek po †
- 1413 Václav z Mladé směnil s Petrem
- 1418 Přibyslav z Jažlovic směnil s Václavem
- 1424 Jan ze Solopysk směnil s Vavřincem

Od husitských dob byla fara opuštěna a kostel se stal filiálním kostelem k farnosti dolnoslivenské. Jako filiální kostel je doložen již k roku 1671. V roce 1767 postaven, poté kdy vyhořel, jako barokní. Dnešní kostel je pseudorománský a byl postaven v letech 1872–1873 významným architektem tehdejší doby Aloisem Turkem. Podle zprávy z roku 1903 se zde bohoslužby sloužívaly každou 3. neděli v měsíci. Ve 21. století se kostel pro bohoslužby využívá příležitostně.

## Architektura
Jedná se o obdélnou stavbu s věží a polygonálním presbytářem. Na fasádě je zdobený oblým vlysem. Na klenbě presbytáře je malba sv. Martina na koni od Josefa Hellicha z roku 1873.

## Zařízení
Hlavní oltář pseudogotický. Dále jsou v kostele obrazy: Kristus s hostií a po stranách sv. Vojtěch a sv. Václav. Dva zvony pocházejí z roku 1766.